# Desa Ketupat
Desa Ketupat är en administrativ by i Indonesien.   Den ligger i provinsen Jawa Timur, i den västra delen av landet, 800 km öster om huvudstaden Jakarta. Desa Ketupat ligger på ön Pulau Raas.